# Gregor Clegane
Gregor Clegane, med øgenavnet "The Mountain That Rides" eller blot "The Mountain", er en fiktiv person i fantasybogserien A Song of Ice and Fire, der er blevet skrevet af den amerikanske George R. R. Martin, og i tv-serien Game of Thrones. I bøgerne blev karakteren oprindeligt introduceret i bogen A Game of Thrones i 1996. Han optrådte efterfølgende i A Clash of Kings (1998), A Storm of Swords (2000) og A Dance with Dragons (2011).
Clegane er en brømt ridder, der gør tjeneste for Huset Lannister. Han er kendt for sin enorme størrelse, dygtighed i kamp, ekstremt ondskabsfulde natur og ukontrollerbare temperament. Han er storebror til Sandor "The Hound" Clegane; der har hadet ham siden Gregor på grusom vis gav Sandor ar for livet ved at skubbe hans hoved ind i et bålfad, da de var børn. Efter at være blevet dødeligt såret i en duel med Oberyn Martell, bliver han genoplivet af Qyburn på skummel vis, og han bliver Cersei Lannisters personlige bodyguard under navnet Robert Strong.
I HBOs tv-serie blev Clegane oprindeligt spillet af den australske skuespiller Conan Stevens i første sæson, og af den walisiske skuespiller Ian Whyte i anden sæson; den islandske skuespiller og strongman Hafþór Júlíus Björnsson overtog rollen fra sæson fire og fremefter.